# Prince (koek)

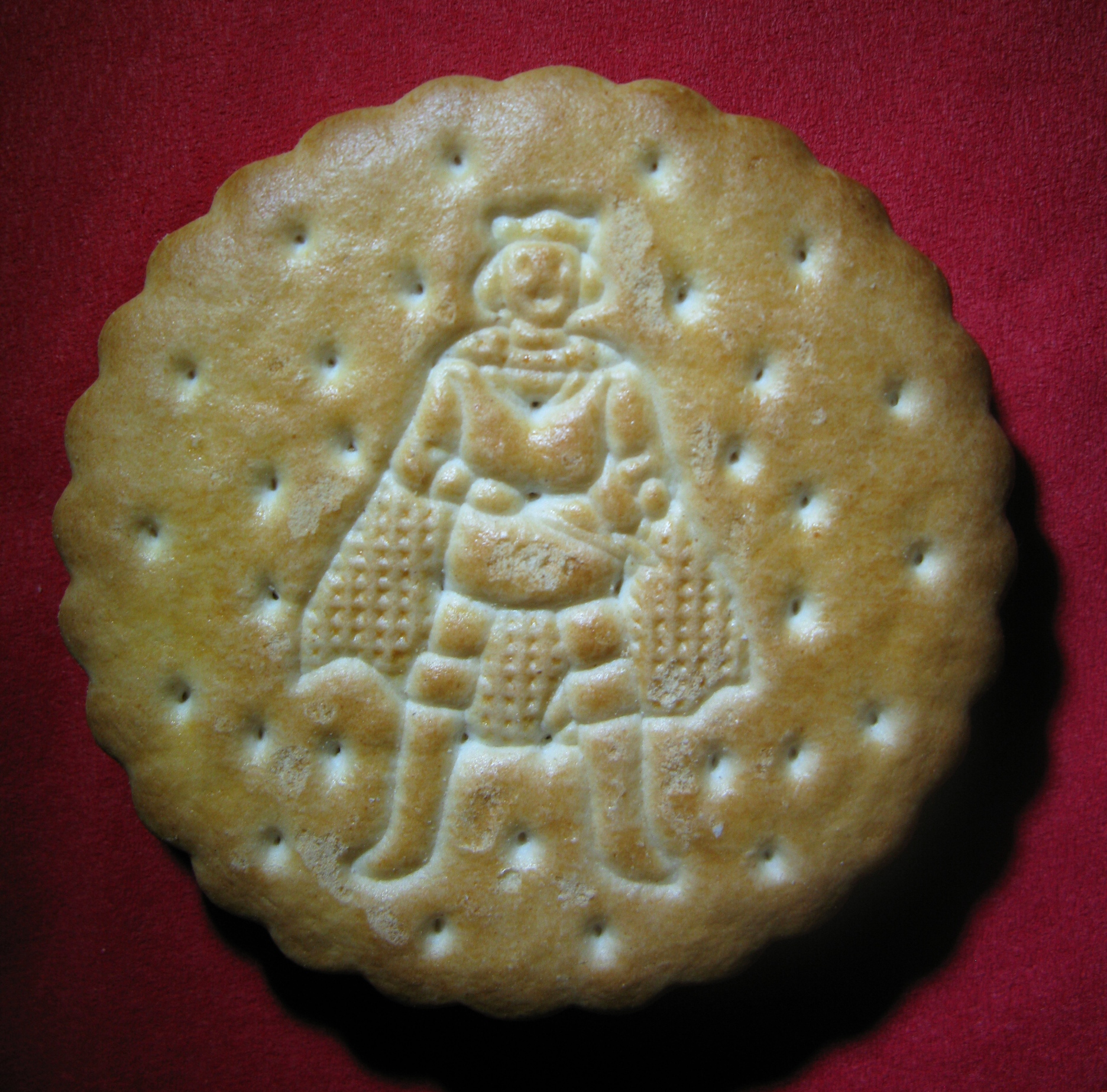
Het iconische Prince Fourré of Princekoekje

De Prince of Prince Fourré is een koekje en koekjesmerk dat in 1894 werd ontworpen door de Antwerpse koekjesbakker Edward De Beukelaer. Het koekje wordt gekenmerkt door twee gekartelde ronde biscuits waartussen een laagje chocolade of vanille. Na veel eigendomswijzigingen is het sinds 2012 een merk van de Amerikaanse Mondelez International-groep.

## Geschiedenis
Een eerste versie van het Prince koekje werd in 1894 ontworpen en verkocht in Antwerpen ter ere van de Belgische koning Leopold II nadat deze het paviljoen van koekjesfabrikant Edward De Beukelaer had bezocht op de Wereldtentoonstelling van 1894. Het oorspronkelijk ontwerp was een droog koekje met een opdruk van het wapenschild van het Koninkrijk België. 
In 1927 werd het koekje aangepast en kreeg het koekje een crèmelaag tussen twee cirkelvormige koekjes, dit was de start van de productie van de Prince Fourré. Een stadslegende wil dat de Prince Fourré, het dubbel gedeukte zandkoekje dat de chocoladevulling bevat, genoemd was naar de toen 26 jaar oude Prins van België, prins Leopold III die verzot was op chocolade, en dat dit koekje hem in staat stelde om van de chocoladesmaak te genieten zonder zijn vingers vuil te maken. De naam Prince was evenwel al 33 jaar eerder door De Beukelaer  bedacht ter ere van Leopold II, de grootoom van de prins.  
De Beukelaer verhuisde de productiesite van de Antwerpse binnenstad in 1960 naar een nieuwbouw in Herentals. In 1965 kwam het tot een fusie met de eveneens Antwerpse koekjesfabrikant Parein, de twee gingen voortaan samen verder als de onderneming General Biscuits. 
In 1980 werd General Biscuits op haar beurt overgenomen door LU. Al snel werd het klassieke koekje vervangen door een gouden koekje in de oven. In de jaren 1990 verschenen nieuwe smaken zoals vanille en melkchocolade, en ook andere formaten. 
Het merk Prince behoorde vervolgens tot verschillende multinationals, waaronder Danone. In 2007 werd het eigendom van het Amerikaanse Kraft Foods. Sinds 2012, na een splitsing van de Kraft Foods-groep, is het merk Prince de LU eigendom van de Amerikaanse onderneming Mondelez International. Prince was in 2012 volgens een marketingonderzoek het nummer 1 koekjesmerk in Frankrijk en werd in 2013 in meer dan 50% van de Franse huishoudens met kinderen geconsumeerd.
In Europa is Prince vooral aanwezig in de Benelux en Frankrijk. In Spanje is het koekje bekend onder de naam Principe.

## Producten
Er bestaan, naast het klassieke met een chocolade of vanille laagje gevulde koekje, varianten in andere formaten, waaronder meeneemzakjes met minikoekjes. Het merk is anno 2021 ook aanwezig op de markt voor ontbijt- en graanrepen.